# 黄先耀
黄先耀（1954年10月—），男，汉族，河南长垣人。1973年6月参加工作，1978年5月加入中国共产党。大连海运学院机电系轮机管理专业毕业，中国社会科学院博士研究生学历。

## 简历
历任交通部海事局副局长、监察局局长，黑龙江省人民政府副秘书长（挂职），交通部副部长等职。
2008年3月，任中共湖北省委常委、省纪委书记。
2011年，任中共广东省委常委、纪委书记。中国共产党第十八届中央纪律检查委员会委员。2017年5月，卸任广东省纪委书记。2018年1月，当选第十三届全国政协委员。